# Vasile Pascaru
Vasile Pascaru  (n. 1 ianuarie 1937, în satul Vădeni, Județul Cetatea-Albă, Regatul României, acum satul Krutoiarovka, raionul Cetatea Albă, regiunea Odesa, Ucraina – d. 2 octombrie 2004) a fost un regizor de film, cineast și scenarist moldovean și sovietic.

## Biografie
În 1958, Vasile Pascaru a absolvit Facultatea de Fizica și Matematică a Universității de Stat din Chișinău. În 1965 a terminat Facultatea de Regie și Film la Institutul Unional de Cinematografie (VGIK) din Moscova.
În 1960 a început să lucreze la studioul Moldova-film ca iluminator, apoi ca asistent de regizor, regizor și actor.
A regizat filme ca Podurile (1973), Viforul roșu (Красная метель, 1971), Marianna agentul 0555 (1967), Riscul (1970),  Trecea lebăda roșie (Лебеди в пруду, 1982), Răsai, soare, Cetatea (Крепость, 1978), Marele război mic (1980). A fost regizor la  studioul Moldova-film până în 2004.
În perioada 1976 - 1981 a fost prim-secretar al Uniunii Cineaștilor din Republica Sovietică Socialistă Moldovenească.
Este îngropat la Cimitirul Central din Chișinău.

## Filmografie[3]
Ca regizor
- 1965 Zâmbetul (Улыбка), scurtmetraj
- 1967 Marianna agentul 0555 (Марианна)
- 1969 Acea noapte (Та самая ночь)
- 1969 Groapa de fundație
- 1970 Riscul (Риск)
- 1971 Viforul roșu (Красная метель)
- 1972 Răsai, soare (Красно солнышко - Soare roșu)
- 1973 Podurile (Мосты), bazat pe romanul omonim a lui Ion C. Ciobanu
- 1974 Bărbații încărunțesc devreme (Мужчины седеют рано)
- 1976 Nimeni în locul tău (Никто вместо тебя)
- 1978 Cetatea (Крепость)
- 1980 Marele război mic (Большая - малая война)
- 1982 Prietenie între barbați sau Așa e prietenia bărbătească (Эта мужская дружба)
- 1982 Trecea lebăda roșie sau Trecea lebăda pe ape / Lebede în iaz (Лебеди в пруду)
- 1985 Viața și nemurirea lui Serghei Lazo (Жизнь и бессмертие Сергея Лазо), serial TV, 3 episoade
- 1986 Avanpost silențios sau Pichetul liniștit (Тихая застава)
- 1987-1991 Codrii (Кодры), serial TV, 7 episoade, după romanul lui Ion C. Ciobanu

Ca regizor de documentare
- Petele albe (1975)
- Nota trei la maturitate (1975)
- Romănești (1976)

Ca scenarist
- 1973 Podurile (Мосты), co-scenarist
- 1978 Cetatea (Крепость)
- 1980 Marele război mic (Большая - малая война)
- 1982 Trecea lebăda pe ape Лебеди в пруду

Ca actor
- 1968 Это мгновение
- 1971 Viforul roșu (Красная метель)  rol: căpitanul Midragu
- 1973 Podurile (Мосты), rol episodic

## Premii
În 1979, la Festivalul Unional de Film ediția a XII-a din Așgabat: primit Premiul juriului pentru filmul de acțiune Cetatea.
Vasile Pascaru a primit medalia A. Dovjenko și Premiul Național al Rеpublicii Moldova pentru filmul său Marele război mic.
În 1994 i s-a oferit titlul de Maestru în Artă.

## Legături externe
- Vasile Pascaru la IMDb.com